# Internet Live Stats
Internet Live Stats là một trang web được tạo bởi các nhà phát triển, nhà nghiên cứu, nhà phân tích quốc tế để giới thiệu, phân tích các số liệu thống kê theo thời gian thực của Internet, các số liệu thống kê sẽ có sẵn ở định dạng năng động và phù hợp với thời gian cho nhiều đối tượng trên toàn thế giới. Đây là một phần của dự án mang tên "Real Time Statistics Project" (Worldometers và 7 Billion World). Số liệu thống kê trực tiếp trên Internet được trích dẫn bởi Hiệp hội mạng toàn cầu - World Wide Web Consortium (W3C), Tổ chức World Wide Web - World Wide Web Foundation.
Trang web dữ liệu toàn cầu, Worldmeter đã được Hiệp hội Thư viện Hoa Kỳ (ALA) bầu chọn là trang web tham khảo trực tuyến tốt nhất và số liệu thống kê của trang web này được tham khảo trong hơn 400 cuốn sách được xuất bản và hơn 150 bài báo chuyên nghiệp.

## Nội dung thống kê trên Internet Live Stats
Trang web cung cấp các dữ liệu thống kê liên quan đến các hoạt động trên Internet theo dữ liệu thời gian thực

### Nội dung
- Trang web cung cấp các công cụ thống kê trực tuyến bao gồm các nội dung: 
  - Tổng số người dùng Internet trên toàn thế giới
  - Tổng số website
  - Số lượng email được gửi ngày hôm nay
  - Số lượt tìm kiếm trên Google ngày hôm nay
  - Lượng blog được đăng tải trong ngày hôm nay
  - Lượng Twitter được gửi trong ngày hôm nay
  - Lượng Video được xem trên Youtube ngày hôm nay
  - Lượng hình ảnh được đăng tải trên Instagram ngày hôm nay
  - Lượng Tumblr được đăng tải hôm nay
  - Số lượng người sử dụng Facebook
  - Số lượng người sử dụng Google+
  - Số lượng người sử dụng Twitter
  - Số lượng người sử dụng Pinterest
  - Số lượng cuộc gọi Skype hôm nay
  - Số lượng Website bị hack hôm nay
  - Số lượng máy tính được bán hôm nay
  - Số lượng điện thoại smartphone được bán hôm nay
  - Số lượng máy tính bảng được bán hôm nay
  - Lưu lượng truy cập Internet hôm nay
  - Lượng điện sử dụng cho Internet hôm nay
  - Lượng khí thải CO2 thải ra do sử dụng Internet hôm nay

Đây là những nội dung thống kê được cung cấp từ trang web Internet Live Stats. Người dùng có thể truy cập vào từng mục nội dung để xem những thống kê chi tiết theo những nội dung cụ thể hơn.

### Ví dụ
Hiện tại bây giờ là 8 giờ 45 phút tối ngày 30/5/2020 theo giờ Việt Nam, theo thống kê trên website này, có khoảng 4,574,465,029 người đang sử dụng Internet và khoảng 3,619,028MWh lượng điện được tiêu thụ cho việc sử dụng Internet, cùng với đó là khoảng 2,939,924 tấn CO2 được thải ra do việc sử dụng Internet. Những con số này được thống kê và cập nhật theo dữ liệu thời gian thực.

## Các phương pháp thống kê được sử dụng[1]
Các phương pháp trực quan hóa dữ liệu được sử dụng để thống kê trên website này bao gồm: Kiểu đơn vị đơn và Kiểu mẫu trực tiếp cho các mục thống kê trực tiếp.
Những người xây dựng website Internet Live Stats đã đi tiên phong trong hai phương pháp trực quan hóa dữ liệu: Kiểu đơn vị đơn và Kiểu mẫu trực tiếp. Cả hai đều được sử dụng trên Internet Live Stats, ngoài việc cung cấp các mục thống kê trực tiếp, họ còn là nhà cung cấp hàng đầu đáng tin cậy trên toàn thế giới (khách hàng của họ bao gồm BBC News, Hội nghị Liên hợp quốc Rio + 20, U2, Wired, Kaspersky Lab, v.v.).

### Đơn vị mẫu đơn
Năm 1930, Otto Neurath đã phát triển hệ thống kiểu mẫu, trong đó các bộ dữ liệu định lượng lớn được hiển thị bằng cách lặp lại các ký hiệu có cùng kích thước thay vì làm cho các ký hiệu lớn hơn hoặc nhỏ hơn để truyền đạt cường độ, mỗi ký hiệu ("dấu hiệu") đại diện một số lượng lớn ("đơn vị"). Theo cách nói của Otto Neurath, "việc lựa chọn đơn vị sẽ lớn nhất có thể nhưng đủ nhỏ để đưa ra đường cong phát triển thô". Quy tắc này đảm bảo rằng có thể dễ dàng so sánh giữa nhiều bộ ký hiệu được vẽ trong cùng một "bức tranh" trên trang.
Nhưng khi mục tiêu là truyền tải không phải mối quan hệ giữa các đại lượng mà là độ lớn của một đại lượng, cách tốt nhất để đạt được điều này là làm cho mỗi biểu tượng đại diện cho một đơn vị (1 ký hiệu = 1 đơn vị). Theo những người phát triển dự án, điều này sẽ cung cấp cách trực quan và trực tiếp nhất cho cách nhìn nhận và cách suy nghĩ của họ để có thể nhận thức một cách hiệu quả về số lượng.
Với hệ thống kiểu mẫu truyền thống, dân số trên thế giới sẽ được hình dung bằng cách làm cho mỗi biểu tượng đại diện cho một số lượng lớn người (ví dụ: 1 biểu tượng = 100.000.000 người), thay vào đó, với 7 Tỷ Thế giới, mỗi biểu tượng đại diện cho một người. Lần đầu tiên, dữ liệu định lượng lớn được hiển thị bằng một Isotype trong đó mỗi biểu tượng đại diện cho một đơn vị.
Họ vừa giới thiệu Mẫu đơn vị đơn (Dự án RTS, 2011), hiện đang được sử dụng trên các dự án thống kê trực tiếp của họ, bao gồm cả Internet Live Stats.

### Quầy trực tiếp
Khi sử dụng số tĩnh để mô tả sự thay đổi số theo thời gian, không cung cấp cảm giác về mối quan hệ giữa cường độ thay đổi và dòng chảy thời gian, đó là cách chúng ta trải nghiệm sự thay đổi trong cuộc sống thực. Những gì số tĩnh không cung cấp là nhận thức về tần suất và thời gian của các sự kiện, nhịp điệu, một phần thiết yếu của tự nhiên và là công cụ để hiểu các hiện tượng vật lý xung quanh chúng ta. Chỉ bằng cách sử dụng các quầy trực tiếp mới có thể truyền đạt các yếu tố này và thực sự nắm bắt được mức độ thay đổi về số lượng theo thời gian.

### Đơn vị mẫu đơn trực tiếp (Live Isotype)
Khi kết hợp các bộ đếm trực tiếp với khái niệm Đơn vị mẫu đơn, đạt được hình ảnh thống kê trực tiếp cuối cùng. Đơn vị mẫu trực tiếp đại diện cho một cuộc cách mạng về đại diện thống kê, có thể so sánh với việc giới thiệu hình ảnh chuyển động trực tiếp trong một thế giới của các bức ảnh tĩnh.